# Stazione di Albanova
Stazione di Albanova vasútállomás Olaszországban, San Cipriano d’Aversa településen.

## Vasútvonalak
Az állomást az alábbi vasútvonalak érintik:
- Róma–Formia–Nápoly-vasútvonal
- Villa Literno–Cancello-vasútvonal

## Kapcsolódó állomások
A vasútállomáshoz az alábbi állomások vannak a legközelebb:
- Stazione di San Marcellino-Frignano
- Stazione di Villa Literno